# Louise Hervieu
Louise Hervieu, född 1878, död 1954, var en fransk målare, grafiker och författare. Hon illustrerade en lång rad böcker, däribland Charles Baudelaires Les fleurs du mal (1920).